# Boxe aux Jeux panaméricains de 1955
Navigation
Édition précédente Édition suivante
Les compétitions de boxe anglaise des Jeux panaméricains 1955 se sont déroulées du 12 au 26 mars à Mexico.

## Résultats

### Podiums
| Catégories                    | Or                   | Argent             | Bronze          |
| Poids mouches (-51 kg)        | Hilario Correa       | Manuel Lugo Vega   | Ramón Arias     |
| Poids coqs (-54 kg)           | Salvador Enriquez    | Wardy Yee          | Roberto Lobos   |
| Poids plumes (-57 kg)         | Oswaldo Cañete       | Claudio Barrientos | Marcial Galicia |
| Poids légers (-60 kg)         | Miguel Angel Péndola | Gerardo Clemente   | Ricardo Orta    |
| Poids super-légers (-63,5 kg) | Juan Carlos Rivero   | William Morton     | Celestino Pinto |
| Poids welters (-67 kg)        | James Dorando        | Antonio Nigri      |                 |
| Poids super-welters (-71 kg)  | Paul Wright          | Raul Tovar         | Alberto Sáenz   |
| Poids moyens (-75 kg)         | Orville Pitts        | Miguel Safatle     | Arnaldo Serra   |
| Poids mi-lourds (-81 kg)      | Luis Ingnacio        | Antonio Escalante  | John Stewart    |
| Poids lourds (+81 kg)         | Pablo Alexis Miteff  | Adão Waldemar      | Norvel Lee      |

### Tableau des médailles
| Place | Pays             | Médaille d'or, Amérique | Médaille d'argent, Amérique | Médaille de bronze, Amérique | Total |
| ----- | ---------------- | ----------------------- | --------------------------- | ---------------------------- | ----- |
| 1     | États-Unis       | 4                       | 2                           | 2                            | 8     |
| 2     | Argentine        | 3                       | 2                           | 2                            | 7     |
| 3     | Venezuela        | 1                       | 1                           | 2                            | 4     |
| 4     | Brésil           | 1                       | 1                           | 1                            | 3     |
| 5     | Venezuela        | 1                       | 0                           | 1                            | 2     |
| 6     | Chili            | 0                       | 3                           | 1                            | 4     |
| 7     | Porto Rico       | 0                       | 1                           | 0                            | 1     |
| Total | 7 pays médaillés | 10                      | 10                          | 9                            | 29    |